# Shunt portosistemico intraepatico transgiugulare
Lo Shunt portosistemico intraepatico transgiugulare (o TIPS) è una procedura di radiologia interventistica che consiste nella creazione di un canale artificiale all'interno del fegato per stabilire una comunicazione tra la vena porta e la vena epatica. Viene utilizzata per trattare l'ipertensione portale (spesso causata dalla cirrosi epatica) che porta a sanguinamento intestinale (varici esofagee) o l'accumulo di liquido nell'addome (ascite).
Un radiologo interventista crea lo shunt utilizzando una sonda endovascolare (portata cioè in sede attraverso i vasi sanguigni) guidata attraverso immagini a raggi X. Solitamente, la vena giugulare viene utilizzata come sito di ingresso.
La procedura è stata descritta per la prima volta da Josef Rosch, nel 1969, della Oregon Health and Science University. Venne realizzata per la prima volta su un umano dal Dr. Ronald Colapinto, dell'Università di Toronto, nel 1982. Nel 1988 i primi successi nella procedura vennero raggiunti da M. Rössle, GM Richter, G. e J. Nöldge Palmaz presso l'Università di Friburgo. Da allora la procedura è stata ampiamente accettata come il metodo d'elezione per il trattamento dell'ipertensione portale refrattaria alla terapia medica, in sostituzione dello shunt chirurgico.

## Funzionamento
La TIPS diminuisce l'effettiva resistenza vascolare del fegato. Il risultato è una caduta di pressione sopra il fegato e una diminuzione della pressione venosa portale. Questo, a sua volta, riduce la pressione sui vasi sanguigni nell'intestino in modo che il sanguinamento si verifichi con meno probabilità.

## Impianto

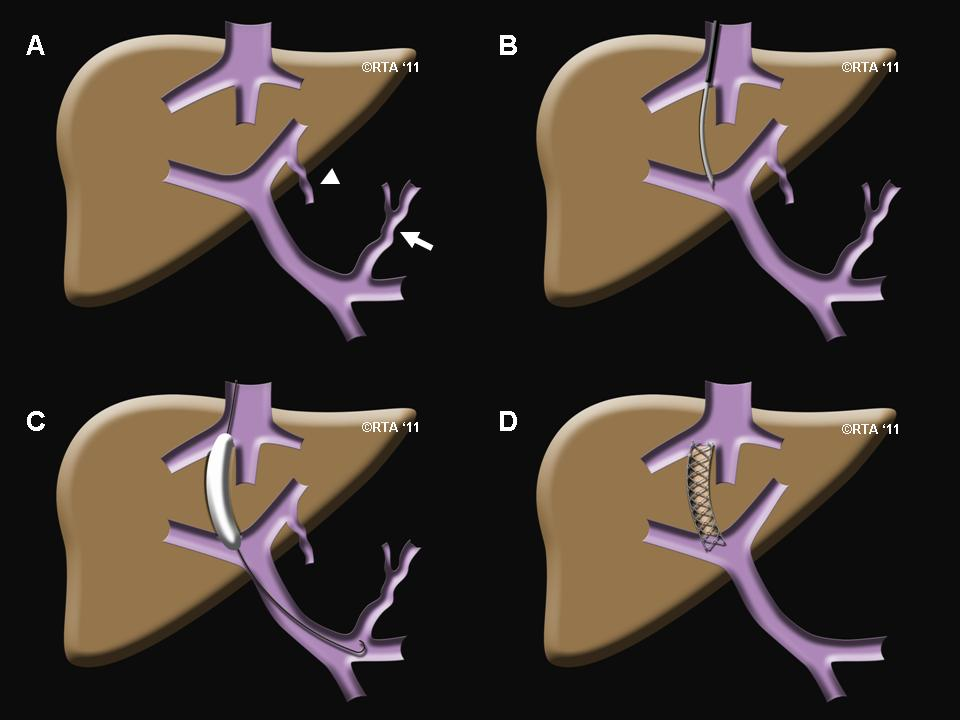
Passi in una procedura TIPS: A) L'ipertensione portale ha causato la dilatazione della vena gastrica sinistra (freccia) e della vena ombelicale (punta di freccia). Ciò porta a varici all'esofago e allo stomaco, che possono sanguinare; B) un catetere viene introdotto, attraverso la vena giugulare, e passa dalla vena epatica nella vena porta; c) il tratto viene dilatato con un palloncino; D) dopo il posizionamento di uno stent, la pressione portale viene normalizzata.

Lo shunt portosistemico intraepatico transgiugulare è in genere realizzato da un radiologo interventista sotto guida fluoroscopica. L'accesso al fegato si ottiene attraverso la vena giugulare interna nel collo. Una volta che l'accesso alla vena giugulare è realizzato, un filo guida e una guaina di introduzione sono tipicamente utilizzate per consentire al radiologo interventista di accedere alla vena epatica del paziente viaggiando dalla vena cava superiore e nella vena cava inferiore e infine nella vena epatica.
Una volta che il catetere è in vena epatica, viene registrata una pressione di incuneamento per calcolare il gradiente di pressione nel fegato. Successivamente, viene iniettata anidride carbonica per individuare la vena porta. Quindi un ago speciale viene fatto avanzare attraverso il parenchima epatico per collegare la vena epatica alla vena grande portale, vicino al centro del fegato. Il canale per lo shunt viene creato successivamente gonfiando un palloncino per angioplastica all'interno del fegato lungo il tratto creato dall'ago. Lo shunt è completato inserendo un tubo speciale, noto come stent o endoprotesi, per mantenere pervio il canale. Dopo la procedura, alcune immagini fluoroscopiche vengono realizzate per mostrare il posizionamento.

## Utilizzo nella sindrome epato-renale
La procedura ha mostrato di poter essere utile per i pazienti con sindrome epatorenale.

## Complicanze
Le complicanze procedurali durante una procedura di TIPS, incluso il sanguinamento e il danno diretto al fegato, sono tutto sommato rare, così come la mortalità operatoria, inferiore all'1%. D'altra parte, vale la pena citare le possibili complicanze:
- poiché la TIPS riduce o elimina il primo passaggio di purificazione dell'azoto proveniente dall'intestino, fino al 25% dei pazienti sottoposti alla procedura sperimenteranno una encefalopatia epatica transitoria.[4] In generale, questo può essere gestito grazie alla riduzione dell'apporto di proteine e con la somministrazione di farmaci che riducono l'assorbimento di azoto.
- permettendo un maggior efflusso ematico venoso attraverso la vena porta aumenterà ovviamente il precarico cardiaco, esponendo il paziente al rischio di scompenso cardiaco acuto destro: tale fenomeno impone un attento studio cardiovascolare del paziente.
- meno comune, ma più pericoloso è l'infarto epatico. L'ipertensione portale, condizione condivisa da tutti i pazienti a cui viene praticata la TIPS indipendentemente dall'eziologia, generalmente provoca ipertrofia compensatoria dell'arteria epatica e una ridotta dipendenza del fegato dalla vena porta per la sua ossigenazione (la quale normalmente risponde circa del 75% della perfusione epatica); inoltre tali pazienti sono cirrotici e, come tali, hanno una quota epatocitaria ancora funzionante ridotta, motivo per cui il fabbisogno ematico del fegato si riduce ulteriormente.

Per questo motivo, lo shunt del sangue portale lontano dagli epatociti è generalmente ben tollerato. In alcuni casi, tuttavia, la creazione del canale può provocare una lesione ischemica al fegato. Una disfunzione epatica acuta dopo una procedura di TIPS può rendere necessaria l'immediata chiusura dello shunt.
- un'ulteriore complicanza, riportata di recente, è l'ernia ombelicale.[6]